# Верховный суд Дании
Верхо́вный су́д Да́нии (дат. Højesteret) — высшая судебная инстанция Королевства Дании. Расположен в Копенгагене во дворце Кристиансборг, где также находится парламент. Состоит из 19 судей, назначаемых специальным королевским указом на пожизненный срок, но по достижении 70 лет уходящих в отставку.
Судебная система Дании является трёхступенчатой и состоит из низовых судов — городских (дат. byret) и окружных (дат. landsret), двух апелляционных судов (дат. Østre Landsret) для западных земель в Виборге и восточных земель в Копенгагене и суда высшего звена — Верховного суда (дат. Højesteret). Особенностью датской системы является то, что в зависимости от важности дела по первой инстанции оно может быть рассмотрено сразу в Верховном суде, в остальных скандинавских странах первой инстанцией всегда будут только низшие суды. Кроме того, министр юстиции Дании вправе определять, какое дело в каком суде должно рассматриваться.

## История

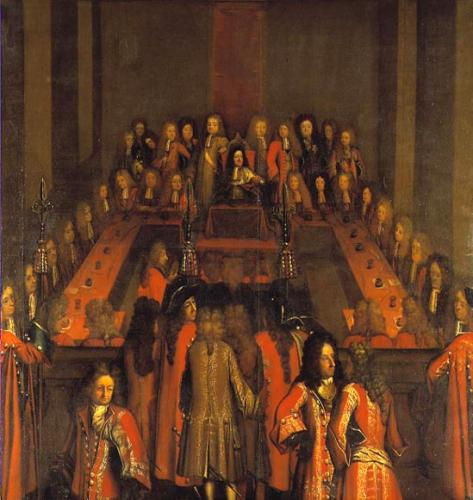
Король Кристиан V председательствует в Верховном суде, 1697 год

Верховный суд основан 14 февраля 1661 года декретом короля Фредерика III в период становления в Дании абсолютной монархии и заменил собой Королевский суд (дат. Kongens Retterting), существовавший в эпоху короля Кристиана IV.
Первоначально суд состоял из 30 судей, а формальным главой суда являлся сам король, для которого в зале суда был поставлен трон. Король мог председательствовать в судебном заседании и отменить любое решение Верховного суда. Тем не менее король присутствовал на заседаниях не всегда, поэтому с 1674 года была введена должность юстиариуса (дат. justitiarius), который руководил судебным процессом от имени короля (с 1919 года — Председатель суда).
Принятая Конституция 1849 года отменила абсолютную монархию и заложила фундамент современной конституционной системы, где суд уже выступал в качестве независимой третьей власти. Принцип разделения властей нашёл своё выражение в положениях Конституции, где говорилось, что законодательная власть принадлежит совместно королю и парламенту, исполнительная власть — правительству, а судебная власть — судам.
С 1661 года Верховный суд решал лишь две задачи: рассматривал уголовные дела и частные споры между гражданами. После принятия Конституции 1849 года в дополнение к ним суд также стал осуществлять контроль за решениями органов исполнительной власти, чтобы они не выходили за рамки закона; и контролировать законодательную власть, чтобы её деятельность оставалась пределах конституционных ограничений (то есть принимаемые акты не противоречили конституции).
В 1999 году Верховный суд впервые в своей истории через 150 лет после принятия первой Конституции Дании 1849 года воспользовался правом проверить на конституционность положения законодательного акта.

## Юрисдикция
Юрисдикция суда распространяется на все территориальные части Датского Королевства: Данию, Гренландию и Фарерские острова.
Верховный суд в апелляционном порядке пересматривает решения по уголовным и гражданским делам нижестоящих судов, в том числе специализированных судов, таких как: Суд по морским и торговым делам, Регистрационный суд и Специальный суд по рассмотрению дел в отношении несовершеннолетних и психически больных лиц.
Верховный суд является органом конституционного контроля, хотя при этом в нынешней Конституции такого права за судом не закреплено — это является не чем иным, как конституционно-правовым обычаем, сложившемся ещё с принятия первой Конституции 1849 года, когда Верховный суд должен был контролировать деятельность законодательной власти. В соответствии с этой практикой суд даёт толкование Конституции и может проверять законы на их конституционность только в конкретном деле, то есть осуществляет конкретный нормоконтроль.

## Судьи
Верховный суд состоит из 19 судей, один из которых избирается председателем. Судьи назначаются специальным королевским указом на пожизненный срок, но по достижении 70 лет уходят в отставку. Ранее кандидатуры предлагались единолично министром юстиции, но после судебной реформы 1999 года он согласовывает свой выбор в специальном совете при Министерстве, чтобы избежать проявлений непотизма и корпоративных предпочтений.
Верховный суд разделён на две коллегии в составе не менее по 5 судей, которые одновременно могут рассматривать все категории дел.